# Famille af Schultén
af Schultén est une famille de la noblesse de Finlande.

## Membres
- Nathanael Gerhard af Schultén (1750-1825), professeur
- Nathanael Gerhard af Schultén junior (1794–1860), professeur
- Otto Reinhold af Schultén (1798 - 1884), juriste
- Maximus Widekind af Schultén (1849 - 1899), chirurgien
- Marius af Schultén, (1890 – 1978), architecte
- Hugo af Schultén (1850 – 1891), journaliste
- August Benjamin af Schultén (1856–1912), chimiste
- Gerhard af Schultén (1938-), avocat
- Pauliine Koskelo (1956-), présidente de la cour suprême de Finlande
- Ben af Schultén  (1939-), architecte
- Johanna af Schultén (1965-), acteur